# 背部下拉
背部下拉是一種負重訓練，主要訓練部位為背闊肌；其次為前三角肌、斜方肌和肱二頭肌。動作以坐姿進行，並需要機械輔助，通常以鐵餅、滑輪、鋼索和把手組成。

## 變種
握手位置越寬，訓練越集中於背闊肌；反之，訓練會側重於肱二頭肌。部份人士習慣拉下時把手置於頸後，研究指出這動作會對頸椎盤帶來不必要的壓力，嚴重時可以導致肩袖損傷，正確姿勢是將把手拉至胸前。

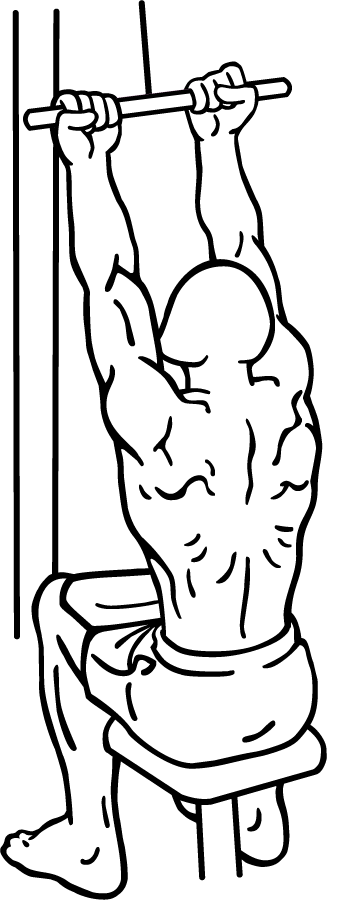
窄手下拉（開始）
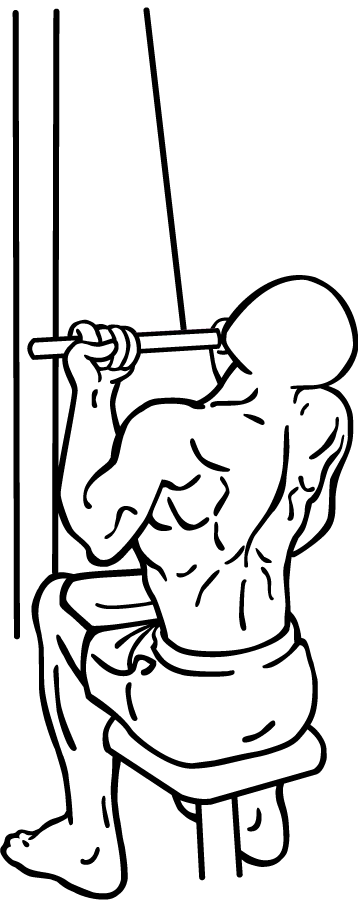
窄手下拉（結束）
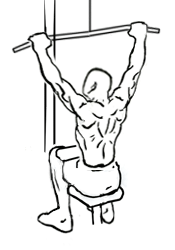
寬手下拉（開始）
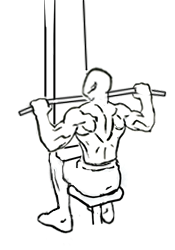
寬手下拉（結束）